# Tournoi de Glasgow de judo
Le tournoi de Glasgow est une compétition de judo organisée tous les ans à Glasgow en Écosse par l'EJU (European Judo Union) faisant partie de la Coupe du monde de judo masculine ou féminine.

## Palmarès masculin
| European Open | European Open   | European Open    | European Open    | European Open       | European Open    | European Open    | European Open       |
| Année         | -60 kg          | -66 kg           | -73 kg           | -81 kg              | -90 kg           | -100 kg          | +100 kg             |
| ------------- | --------------- | ---------------- | ---------------- | ------------------- | ---------------- | ---------------- | ------------------- |
| 2013          | Ludwig Paischer | Colin Oates      | Marco Maddaloni  | Attila Ungvari      | Alon Sason       | Euan Burton      | Benjamin Harmegnies |
| 2015          | Jeroen Mooren   | Kilian Le Blouch | Guillaume Chaine | Owen Livesey        | Ciril Grossklaus | Michael Korrel   | Matjaž Ceraj        |
| 2016          | Phelipe Pelim   | David Larose     | Eduardo Barbosa  | Dominic Ressel      | Max Stewart      | Simeon Catharina | Nabil Zalagh        |
| 2018          | Vincent Limare  | Alexander Short  | Robert Barwig    | Shamil Borchashvili | Benoit Collin    | Joseph Terhec    | Jur Spijkers        |

## Palmarès féminin
| European Open | European Open | European Open  | European Open    | European Open    | European Open            | European Open     | European Open     |
| Année         | -48 kg        | -52 kg         | -57 kg           | -63 kg           | -70 kg                   | -78 kg            | +78 kg            |
| ------------- | ------------- | -------------- | ---------------- | ---------------- | ------------------------ | ----------------- | ----------------- |
| 2014          | Miri Toda     | Lucile Duport  | Megumi Ishikawa  | Gemma Howell     | Sally Conway             | Shori Hamada      | Carolin Weiß      |
| 2016          | Kim Akker     | Kelly Edwards  | Jessica Klimkait | Lucy Renshall    | Katie Jemima Yeats-Brown | Larissa Groenwold | Elisa Marchio     |
| 2018          | Marine Lhenry | Pénélope Bonna | Josie Steele     | Maelle Di Cintio | Margaux Pinot            | Ilona Lucassen    | Rauhiti Vernaudon |